# Metoda D'Hondt
Metoda D'Hondt este o metodă de repartizare⁠(d) în reprezentarea proporțională a partidelor politice a locurilor sau în parlamente între statele federale.
Metoda celui mai mare divizor a fost descrisă pentru prima dată în 1792 de către părintele fondator american Thomas Jefferson (metoda Jefferson). A fost reinventată independent în 1878 de matematicianul belgian Victor D'Hondt⁠(d), de unde provine și denumirea sa dublă.

## Motivația
Sistemele de reprezentare proporțională își propun să aloce locuri partidelor aproximativ proporțional cu numărul de voturi primite. De exemplu, dacă un partid câștigă o treime din voturi, atunci ar trebui să obțină aproximativ o treime din locuri.
În general, proporționalitatea exactă nu este posibilă, deoarece aceste împărțiri produc numere fracționare de locuri. Drept urmare, au fost concepute mai multe metode, dintre care metoda D'Hondt este una, care asigură că alocarea locurilor partidelor, care sunt numere întregi, este cât mai proporțională posibil.
Metoda favorizează partidele și coalițiile mari față de partidele mici datorită votului strategic. În comparație, metoda Sainte-Laguë reduce tendința disproporționată către partidele mari și în general oferă un raport mai egal între locuri și voturi mai egal pentru partidele de diferite dimensiuni.

## Procedură
După ce toate voturile au fost numărate, cotele succesive sunt calculate pentru fiecare partid. Partidul cu cea mai mare cotă câștigă un loc, iar cota sa este recalculată. Acest lucru se repetă până când numărul necesar de locuri este ocupat. Formula pentru cotă este:
{\displaystyle {\text{cotă}}={\frac {V}{l+1}}}
unde:
- V este numărul total de voturi primite de acel partid și
- l este numărul de locuri care i-au fost alocate partidului până acum, inițial 0 pentru toate partidele.

## Exemple
În acest exemplu, 230.000 de alegători decid alocarea a 8 locuri între 4 partide. Fiecare partid își împarte totalul voturilor la 1, 2, 3 și 4 (sau mai mult, după caz). Locul este obținut de partidul cu cea mai mare valoare.
În scop de comparație, coloana "Proporție reală" arată numerele fractionare exacte ale locurilor datorate, calculate în proporție cu numărul de voturi primite(De exemplu, 100.000/230.000 × 8 = 3.48). Favorizarea ușoară a celui mai mare partid față de cel mai mic este evidentă.
| Rundă (1 loc pe rundă) | 1       | 2      | 3      | 4      | 5      | 6      | 7      | 8      | Locuri câștigate | Proporție reală |
| ---------------------- | ------- | ------ | ------ | ------ | ------ | ------ | ------ | ------ | ---------------- | --------------- |
| Partidul A             | 100,000 | 50,000 | 50,000 | 33,333 | 33,333 | 25,000 | 25,000 | 25,000 | 4                | 3.5             |
| Partidul B             | 80,000  | 80,000 | 40,000 | 40,000 | 26,667 | 26,667 | 26,667 | 20,000 | 3                | 2.8             |
| Partidul C             | 30,000  | 30,000 | 30,000 | 30,000 | 30,000 | 30,000 | 15,000 | 15,000 | 1                | 1.0             |
| Partidul D             | 20,000  | 20,000 | 20,000 | 20,000 | 20,000 | 20,000 | 20,000 | 20,000 | 0                | 0.7             |

În acest exemplu, partidele B, C și D au format o alianță împotriva Partidului A. Se poate observa că Partidul A a primit 3 locuri în loc de 4 din cauza alianței care a avut 30.000 de voturi mai mult decât Partidul A.
| Rundă (1 loc pe rundă) | 1       | 2       | 3      | 4      | 5      | 6      | 7      | 8      | Locuri câștigate |
| ---------------------- | ------- | ------- | ------ | ------ | ------ | ------ | ------ | ------ | ---------------- |
| Partidul A             | 100,000 | 100,000 | 50,000 | 50,000 | 33,333 | 33,333 | 25,000 | 25,000 | 3                |
| Alianța B-C-D          | 130,000 | 65,000  | 65,000 | 43,333 | 43,333 | 32,500 | 32,500 | 26,000 | 5                |

Tabelul de mai jos arată o modalitate simplă de a efectua calculul. Votul fiecărui partid este împărțit la 1, 2, 3 sau 4 în coloane consecutive, apoi se selectează cele 8 valori cele mai mari rezultate. Cantitatea celor mai mari valori din fiecare rând este numărul de locuri câștigate.
| Numitor    | /1      | /2     | /3     | /4     | Locuri câștigate |
| ---------- | ------- | ------ | ------ | ------ | ---------------- |
| Partidul A | 100,000 | 50,000 | 33,333 | 25,000 | 4                |
| Partidul B | 80,000  | 40,000 | 26,667 | 20,000 | 3                |
| Partidul C | 30,000  | 15,000 | 10,000 | 7,500  | 1                |
| Partidul D | 20,000  | 10,000 | 6,667  | 5,000  | 0                |

## Prag electoral
O abordare alternativă de reducere a fragmentării politice sunt pragurile electorale, în care oricărei liste care nu atinge acel prag nu i se va aloca niciun loc, chiar dacă a primit suficiente voturi pentru a fi altfel recompensată cu un loc.
Exemple de țări care folosesc metoda D'Hondt cu un prag sunt Albania (3% pentru partidele individuale, 5% pentru coaliții de două sau mai multe partide, 1% pentru persoanele independente); Danemarca (2%); Timorul de Est, Spania, Serbia și Muntenegru (3%); Israel (3,25%); Slovenia și Bulgaria (4%); Croația, Fiji, România, Rusia și Tanzania (5%); Turcia (7%); Polonia (5%, sau 8% pentru coaliții; dar nu se aplică partidelor minoritare etnice), Ungaria (5% pentru partidul individual, 10% pentru coalițiile de două partide, 15% pentru coalițiile de 3 sau mai multe partide) și Belgia (5%, pe baza regională).
Pragul de vot simplifică procesul de alocare a locurilor și descurajează partidele marginale (cele care probabil obțin foarte puține voturi) să concureze la alegeri. Evident, cu cât pragul de vot este mai mare, cu atât mai puține sunt partidele care vor fi reprezentate în parlament.

## Utilizare pe țară
Metoda D'Hondt este utilizată pentru a alege membrii legislativelor în Albania, Angola, Argentina, Armenia, Aruba, Austria, Belgia, Bolivia, Brazilia, Burundi, Cambodgia, Capul Verde, Chile, Columbia, Croația, Republica Dominicană, Timorul de Est, Estonia, Fiji, Finlanda, Groenlanda, Guatemala, Ungaria (într-un sistem mixt), Islanda, Israel, Italia (într-un sistem mixt), Japonia, Luxemburg, Moldova, Monaco, Muntenegru, Mozambic, Țările de Jos, Nicaragua, Macedonia de Nord, Paraguay, Peru, Polonia, Portugalia, România, San Marino, Serbia, Slovenia, Spania, Elveția, Turcia, Uruguay și Venezuela.